# Emilia Spunda
Emilia Spunda (ur. 20 maja 1986 w Szczecinie) –  piłkarka szczecińskiego klubu LFA Szczecin grupy „Star”, amputbolistka, reprezentantka Polski, brązowa medalistka Mistrzostw Świata w Amp Futbolu 2024.
Na początku swojej kariery piłkarskiej Emilia reprezentowała barwy Olimpii Szczecin, by następnie przenieść się do LFA Szczecin. W 2024 roku zdobyła brązowy medal na mistrzostwach świata w AMP futbolu Kobiet, które odbywały się w Kolumbii.

## Sukcesy
- Mistrzostwach Świata w Amp Futbolu Kobiet (2024)